# Alastair McCorquodale
Alastair McCorquodale (ur. 5 grudnia 1925 w Hillhead, dzielnicy Glasgow, zm. 27 lutego 2009 w Grantham) – szkocki lekkoatleta (sprinter), wicemistrz olimpijski z 1948.
Ukończył Harrow School, gdzie w wolnym czasie głównie nie trenował lekkoatletyki, lecz grał w krykieta. Trenowaniem sprintu zajął się dopiero w 1947.
Na igrzyskach olimpijskich w 1948 w Londynie zdobył srebrny medal w sztafecie 4 × 100 metrów (sztafeta brytyjska biegła w składzie: John Archer, Jack Gregory, McCorquodale i Kenneth Jones). Zajął również 4. miejsce w biegu na 100 metrów, a w biegu na 200 metrów odpadł w półfinale.
Po sezonie 1948 nie uprawiał już lekkoatletyki, lecz z powodzeniem grał w krykieta. Reprezentował Marylebone Cricket Club w 1948, a Middlesex County Cricket Club w 1951.
McCorquodale był mistrzem Wielkiej Brytanii (AAA) w biegu na 220 jardów w 1948.
Jego syn Neil poślubił w 1980 lady Sarah Spencer, starszą siostrę Diany, księżnej Walii.